# Mantenahalli (Jodi), Hosadurga
Mantenahalli (Jodi) là một làng thuộc tehsil Hosadurga, huyện Chitradurga, bang Karnataka, Ấn Độ.